# Dabasi-Halász arborétum
A Dabasi-Halász arborétum természetvédelmi terület Halász Elemér Erdőtarcsán álló kastélyának kertje.

## A kastély
Az épületet 1896-ban emelték, és köré a világ minden tájáról beszerzett fafajokat telepítettek. 

## Az arborétum
Az arborétum fajlistáját 1957 májusában Papp József kertészmérnök állította össze. 108 fafajt, illetve -változatot sorolt fel. Az első telepítésből is megmaradt jó néhány fa, így szépek és egészségesek a parkban:
- kocsányos tölgyek,
- platánok,
- közönséges pagodafa,

a kertben és a gazdasági udvar körül:
- virágos kőris,
- vérbükk,
- feketefenyő,
- erdeifenyő,
- duglászfenyő,
- teltvirágú vadgesztenye.

További, érdekesebb fajok Papp József listájából:
- görög jegenyefenyő,
- páfrányfenyő,
- kínai boróka,
- henye kínai boróka,
- csüngő gallyú lucfenyő,
- szürkefenyő,
- hegyi fenyő,
- aranyos tiszafa,
- vörös levelű korai juhar,
- szomorú gyertyán,
- hasogatott levelű mogyoró,
- kínai gyöngycserje,
- vérbükk,
- varázsmogyoró,
- magyar tölgy,
- amerikai mocsártölgy,
- muzsdalytölgy,
- aranyos tölgy,
- tornyos tölgy,
- szaggatott levelű bodza,
- fodros sárga szil,
- szomorú szil.

A park hosszú idő óta gondozatlan, elvadult.